# Marcin Biem
Marcin Biem (* um 1470 in Olkusz, Königreich Polen; † 9. November 1540 in Krakau) war ein polnischer Theologe, Astronom und Astrologe. Er war einer der Wegbereiter des Humanismus in Polen-Litauen.

## Leben
Biem studierte ab 1486 an der Krakauer Akademie. Ab etwa 1491 war er Magister und lehrte Mathematik und die Schriften des Aristoteles in Krakau, ab 1496 auch Astrologie. Seit 1496 war er Mitglied des Collegium Minus und seit 1500 des Collegium Maius. Von 1507 bis 1513 war er wieder in seiner Heimatstadt Olkusz. Danach studierte er in Krakau Theologie und lehrte Astronomie und Mathematik. Seit 1517 war er auch Doktor der Theologie und seit 1526 Pfarrer. Er arbeitete an der Reform des Julianischen Kalenders. Er war mehrfach Dekan der theologischen Fakultät und Rektor der Krakauer Akademie. Er war mütterlicherseits mit dem Mathematiker und Astronom Marcin Bylica verwandt.